# Station Rehovot
Station Rehovot (Hebreeuws: תחנת הרכבת רחובות Taḥanat HaRakevet Rehovot), is een treinstation in de Israëlische plaats Rehovot.
Het is een station op het traject Ashkelon - Binyamina.
Het station bestaat uit 2 perrons.

## Faciliteiten
- Telefooncel
- Parkeerplaats
- Ticketautomaat
- Loket
- Taxiplaats
- Toilet
- Restaurant

| Eindbestemming | Vorig station | Lijn               | Volgend station | Eindbestemming |
| -------------- | ------------- | ------------------ | --------------- | -------------- |
| Ashkelon       | Yavne         | Ashkelon-Binyamina | Beër Ya'akov    | Binyamina      |